# عبد الله علي أحمد بن لحول
عبد الله علي أحمد الاحول المصعبي اشتهر باسم "بن لحول"، هو شاعر يمني. ولد عام 1940 في قرية الحجب في محافظة شبوة، انتقل إلى شمال اليمن أثناء الاستعمار البريطاني لجنوب اليمن، حتى قيام ثورة 26 سبتمبر فعاد إلى جنوب اليمن وناضل ضد الاستعمار البريطاني حتى خروجه، ثم انتقل مرة أخرى عام 1972 من جنوب اليمن إلى المملكة العربية السعودية، ثم عاد إلى مسقط رأسه في شبوة. كتب عدداً من القصائد الغنائية التي تغنى بها بعض الفنانين.